# أغوستين غارسيا باسو
أغوستين غارسيا باسو (بالإسبانية: Agustín García Basso)‏ هو لاعب كرة قدم أرجنتيني، ولد في 26 مارس 1992 في Vedia, Buenos Aires ‏ في الأرجنتين. لعب مع سوسيداد كولتيورال ‏.

## وصلات خارجية
- أغوستين غارسيا باسو على موقع قاعدة بيانات كرة القدم.إي يو (الإنجليزية)
- أغوستين غارسيا باسو على موقع Soccerway.com (الإنجليزية)